# Massacro di Novočerkassk

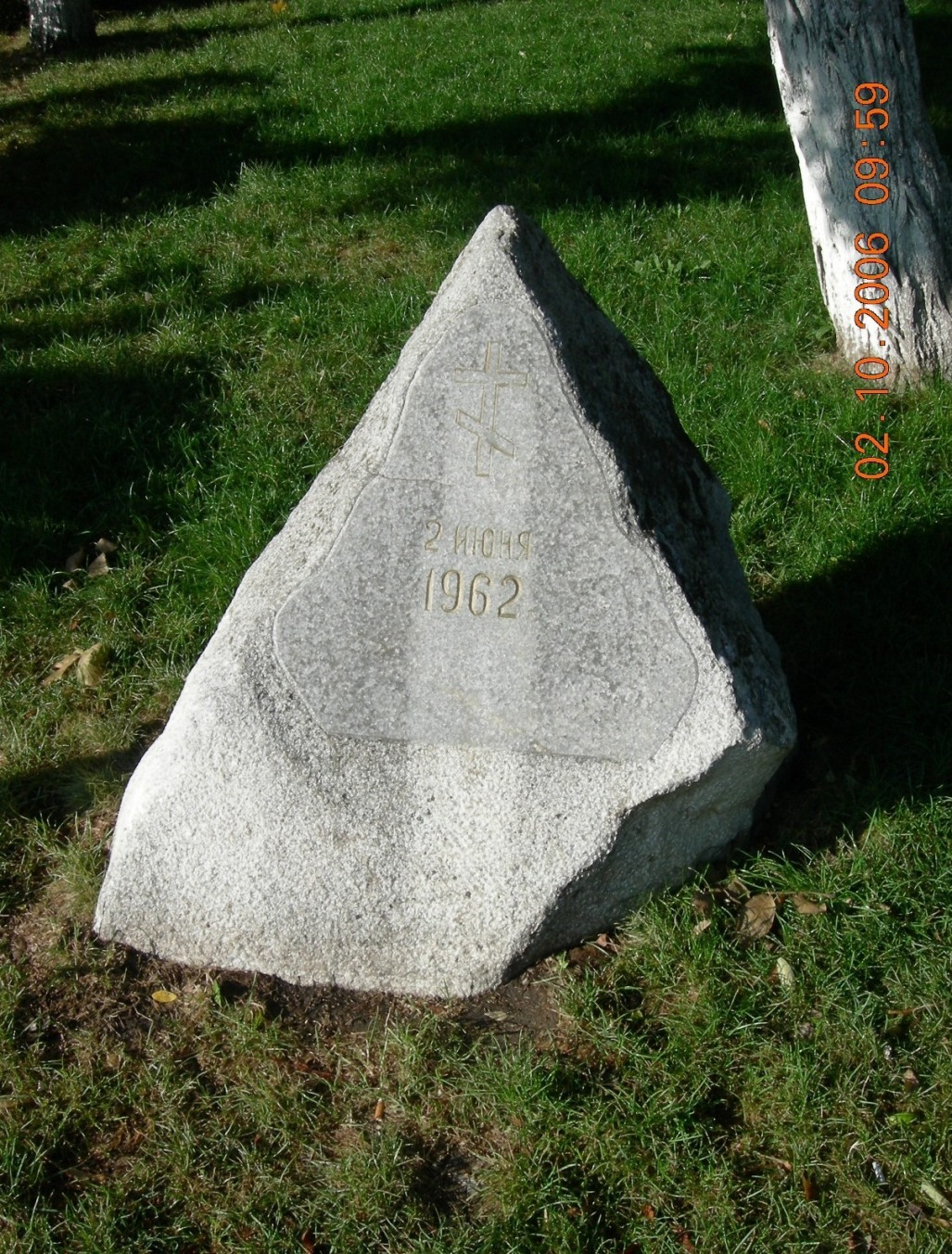
Monumento alle vittime del massacro, conosciuto anche come "La pietra sul sangue". Nel testo si legge "2 giugno 1962"

La rivolta di Novočerkassk o massacro di Novočerkassk si verificò il 2 giugno 1962 nella città di Novočerkassk, in Unione Sovietica. È descritta nel capitolo 11 del romanzo "Gli uffici competenti" di Iegor Gran, figlio dello scrittore dissidente Sinjavskij.
La protesta iniziò il 1º giugno alla fabbrica di locomotive elettriche Budënnyj, quando i lavoratori della fonderia e della forgia smisero di lavorare dopo che la direzione dell'azienda aveva rifiutato di ascoltare le loro lamentele. Lo stato di tensione era anche il prodotto della decisione, presa quel giorno da Nikita Chruščëv, di aumentare il prezzo della carne e del burro. Contemporaneamente i dirigenti di Novočerkassk avevano aumentato l'orario di lavoro, con l'effetto di ridurre le paghe in termini reali. Entro il pomeriggio lo sciopero e le conseguenti discussioni si estesero a tutta la fabbrica. La protesta culminò con un corteo contro il municipio e la stazione di polizia: lo sciopero si estese ad altre fabbriche, con il coinvolgimento di migliaia di operai, quando si seppe che la polizia stessa aveva arrestato 30 lavoratori.
I resoconti ufficiali del governo su quanto accadde in seguito sono vari e spesso in contraddizione tra loro. Non è chiaro se ad aprire il fuoco sui dimostranti siano stati gli uomini del KGB. Alcuni sostengono che i colpi di avvertimento esplosi in aria dal KGB finirono per colpire alcuni bambini che si erano arrampicati sugli alberi per seguire gli eventi.
Secondo una fonte, il conflitto a fuoco nacque quando un operaio armato di pistola tentò di colpire un soldato armato di fucile mitragliatore. I colpi di mitragliatore del soldato finirono sulla folla che si era accalcata sul posto: 26 dimostranti morirono in seguito alle ferite riportate. Dopo le prime dimostrazioni quindi in città fu instaurato il coprifuoco, tuttavia la mattina seguente un altro gruppo di diverse centinaia di persone si riunì nuovamente in piazza.
Centosedici di questi furono arrestati: quattordici furono in seguito giudicati colpevoli con un processo immediato e sette di essi furono condannati a morte. Gli altri ricevettero condanne variabili tra i 10 e i 15 anni di carcere.
Dopo questi fatti il governo sovietico decise di inviare nella regione forniture alimentari supplementari ed aprì un'inchiesta ufficiale sulle violenze commesse dagli uomini del KGB. I dirigenti locali e gli ufficiali responsabili finirono davanti alla corte marziale.